# Musaranya de Day
La musaranya de Day (Suncus dayi) és una espècie de soricomorf de la família dels sorícids. És endèmica de l'Índia. Es tracta d'un animal de costums nocturns.